# Jacques Bruneau
Jacques Bruneau (Spaanse Nederlanden, circa 1576 - Wenen, 18 augustus 1634) was een ridder uit de Spaanse Nederlanden, in Spaanse diplomatieke dienst.

## Levensloop

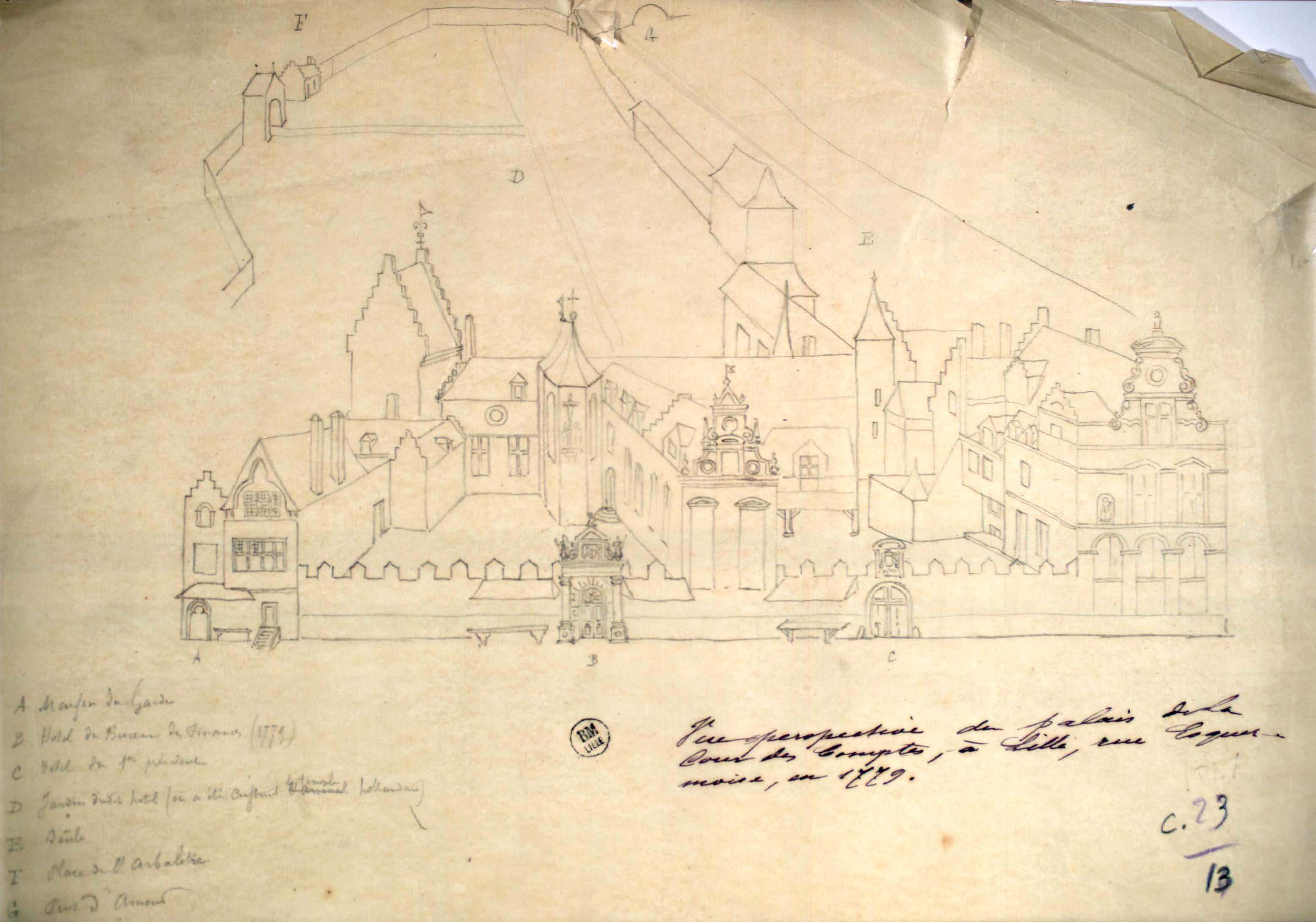
Het Rekenhof van de Spaanse Nederlanden in Rijsel. Ondanks zijn benoeming kwam Bruneau er eigenlijk nooit.

Hij was de zoon van Jacques Bruneau en Claudine de Monbliart. Zijn geboorteplaats en -datum zijn onbekend maar het valt te situeren in de Spaanse Nederlanden circa 1576. In 1610 trad hij in dienst bij Baltazar de Zuniga, Spaans diplomaat in Brussel, nadien op post in Parijs en Wenen. Na het vertrek van Zuniga uit Wenen (1617) bleef Bruneau verder werken in de Spaanse ambassade in Wenen. In deze periode kreeg hij de delicate taak van aartshertog Albrecht om fondsen uit een Habsburgse erfenis toe te kennen aan aartshertog Albrecht in Brussel. Bruneau slaagde hierin tot tevredenheid van de aartshertog maar ook tot tevredenheid van keizer Ferdinand II van Habsburg.
In 1622 vorderde koning Filips IV van Spanje hem op in Madrid. Bruneau werd secretaris-generaal van de Hoge Raad der Nederlanden (1622). In 1623 ridderde Filips IV hem.
Van 1624-1626 werkte Bruneau op de Spaanse ambassade in Londen. Hij had er de precieze opdracht alle bewegingen van de Verenigde Provinciën te volgen, want de Nederlanders lanceerden een groot diplomatief initiatief bij koning Karel I van Engeland. Bruneau sprak Nederlands, dus hij was voor het Spaanse hof de geschikte kandidaat.
Van 1626 tot 1629 deed hij diplomatieke missies in het Rooms-Duitse rijk: onder meer bij de keurvorst van Mainz, bij de hertog van Beieren, alsook in Boedapest. Bruneau moest de vredespogingen tussen Engeland en Spanje goed praten. Tegelijkertijd moest hij de Nederlanders diplomatiek isoleren via de Katholieke Liga. De koning van Spanje zocht steun van Rooms-Duitse vorsten om handelswaar uit de Republiek der Verenigde Provinciën te boycotten. Tussen 2 diplomatieke reizen kwam Bruneau in Rijsel. In 1620 was hij immers tot rekenmeester van de Rekenkamer van Rijsel benoemd, maar hij was er nooit geweest. Bij zijn bevordering tot voorzitter van deze Rekenkamer (1627) bracht hij eens een bezoek aan Rijsel.
Van 1629 tot zijn dood in 1634 verbleef Bruneau onafgebroken in Wenen. Hij werkte op de Spaanse ambassade in Wenen, waar hij in zijn jonge jaren gewerkt had. Deze ambassade in Wenen was de grootste ambassade van Spanje in die tijd. De Spaanse topdiplomaat Francisco de Moncada had de ambassade zwaar uitgebouwd (1624-1629). Bruneau speelde er een belangrijke rol bij de geldstromen die het Habsburgse hof betaalde aan Duitse vorsten voor hun medewerking. Bruneau kende de Rooms-Duitse vorsten persoonlijk. Ook het Spaanse Habsburgse hof, in wiens dienst hij diplomaat was, stelde zijn kennis van het Rooms-Duitse Rijk geweldig op prijs. Ridder Jacques Bruneau stierf in 1634 in Wenen.